# 李宏皋
李宏皋（？—950年），五代十国馬楚政治人物。

## 生平
李善夷之子。初事楚王馬殷，為弘道縣令，遷者統掌書記。授尚書左僕射兼御史大夫，官至刑部侍郎。馬希範繼位，仿照唐太宗設「天策府文學館」的先例，以徐仲雅、拓跋恆、廖匡圖等十八人為學士，號稱「天策府十八學士」。
天福五年（940年），著《復溪州銅柱記》，鐫刻於柱上。天福十二年（947年），馬希範去世，李宏皋和都指揮使劉彥瑫等擁立馬希廣。乾祐三年（950年），馬希萼攻陷長沙，李宏皋和弟弟李宏節被殺。